# Poecilasthena
Poecilasthena är ett släkte av fjärilar. Poecilasthena ingår i familjen mätare.

## Bildgalleri

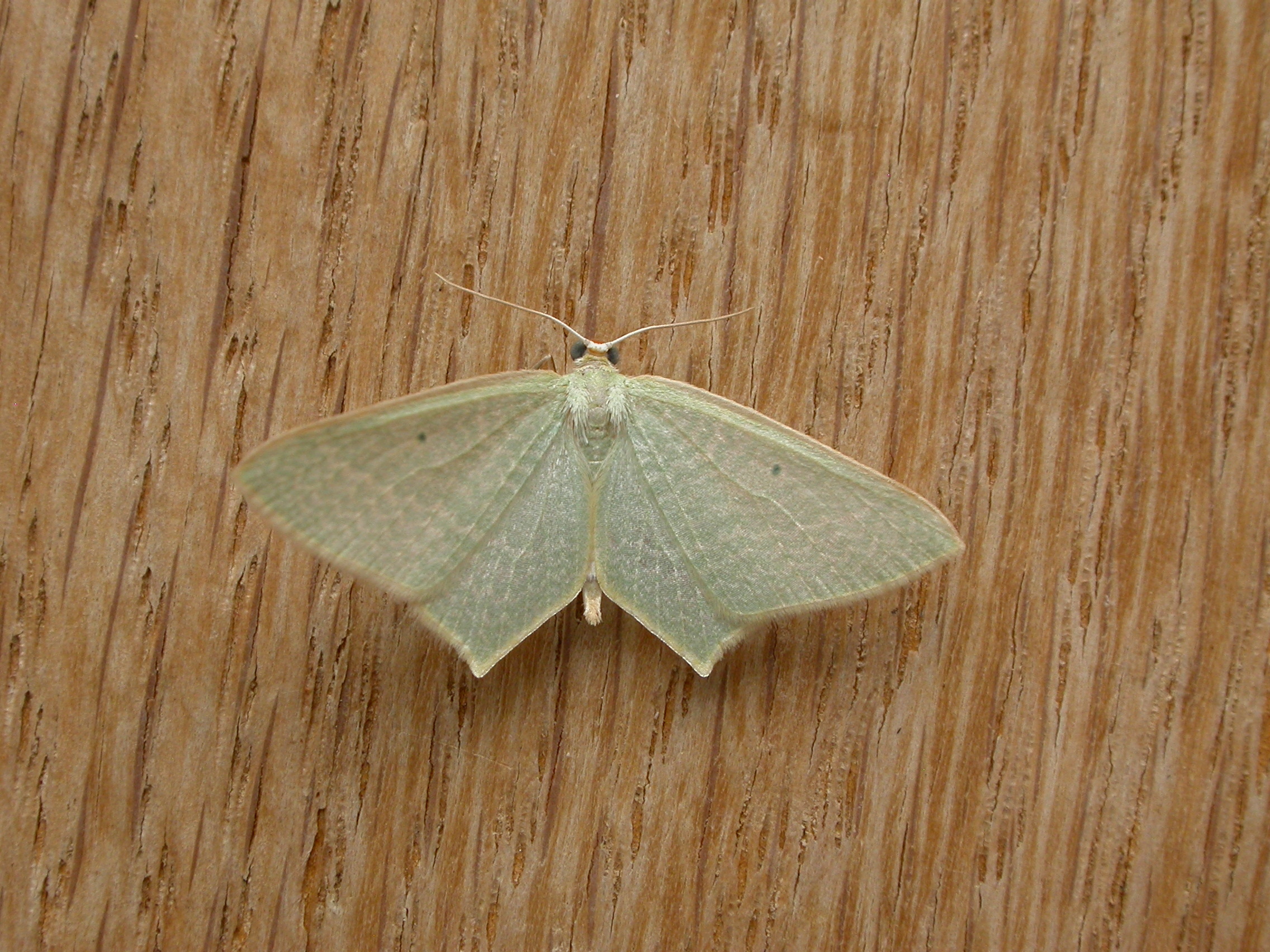
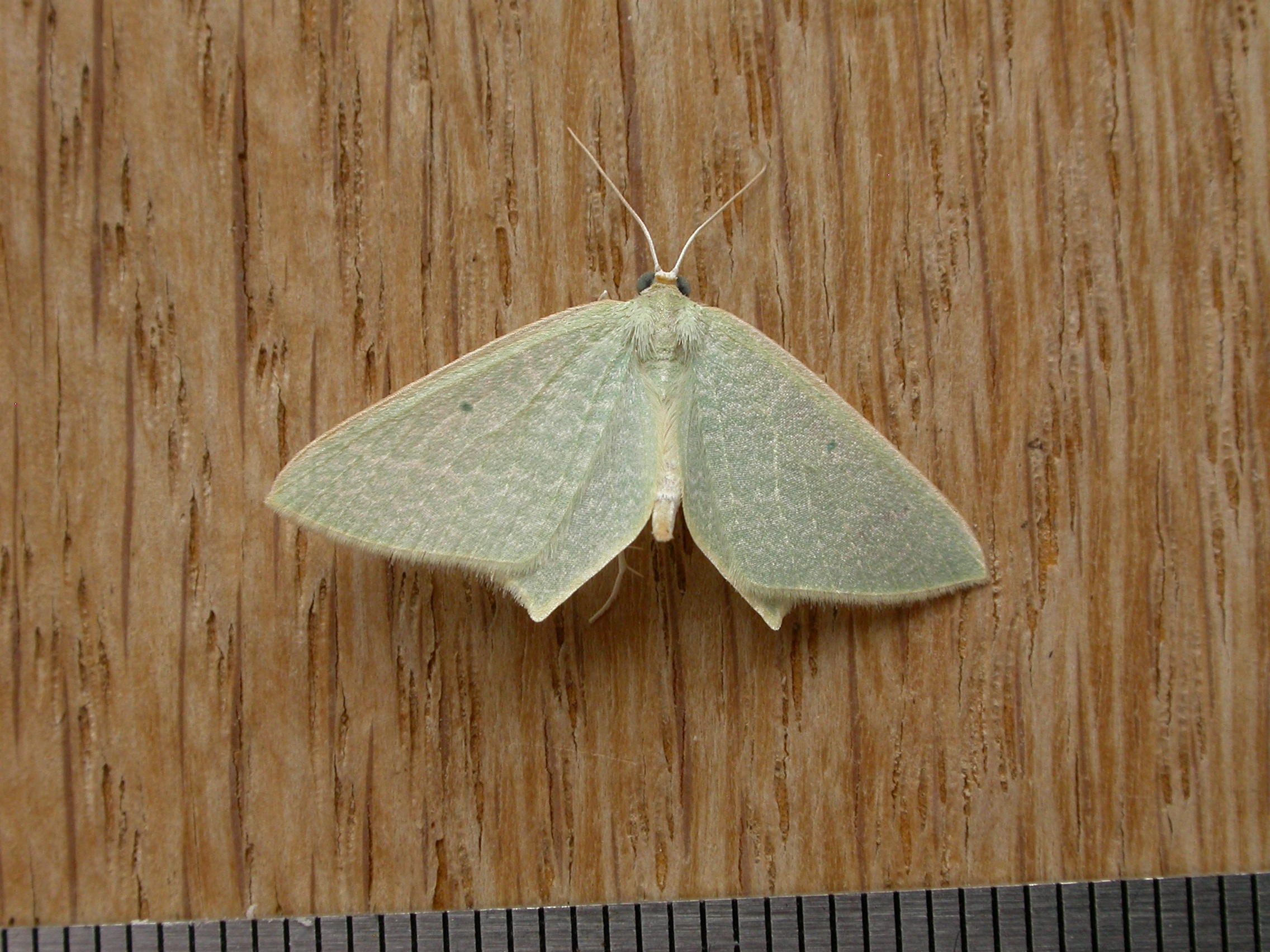

## Dottertaxa tillPoecilasthena, i alfabetisk ordning[1]
- Poecilasthena aedaea
- Poecilasthena anthodes
- Poecilasthena balioloma
- Poecilasthena burmensis
- Poecilasthena character
- Poecilasthena cisseres
- Poecilasthena decolor
- Poecilasthena dimorpha
- Poecilasthena euphylla
- Poecilasthena fragilis
- Poecilasthena glaucosa
- Poecilasthena inhaesa
- Poecilasthena leucydra
- Poecilasthena limnaea
- Poecilasthena microgyna
- Poecilasthena nubivaga
- Poecilasthena oceanias
- Poecilasthena ondinata
- Poecilasthena panapala
- Poecilasthena paucilinea
- Poecilasthena pellucida
- Poecilasthena phaeodryas
- Poecilasthena pisicolor
- Poecilasthena plurilineata
- Poecilasthena polycymaria
- Poecilasthena prouti
- Poecilasthena pulchraria
- Poecilasthena schistaria
- Poecilasthena scoliota
- Poecilasthena sthenommata
- Poecilasthena subpurpureata
- Poecilasthena thalassias
- Poecilasthena tuhuata
- Poecilasthena urarcha
- Poecilasthena xylocyma